# Pseudomiopteryx maculata
Pseudomiopteryx maculata är en bönsyrseart som beskrevs av Max Beier 1942. Pseudomiopteryx maculata ingår i släktet Pseudomiopteryx och familjen Thespidae. Inga underarter finns listade i Catalogue of Life.